# Текстильщики
Тексти́льщики (рос. Текстильщики) — селище у складі Тотемського району Вологодської області, Росія. Входить до складу П'ятовського сільського поселення.

## Населення
Населення — 652 особи (2010; 677 у 2002).
Національний склад (станом на 2002 рік):
- росіяни — 90 %